# Cerotainiops omus
Cerotainiops omus là một loài ruồi trong họ Asilidae. Cerotainiops omus được Pritchard miêu tả năm 1942. Loài này phân bố ở vùng Tân Bắc giới.